# Matt Gribble
Matthew „Matt“ Owen Gribble (* 28. März 1962 in Houston; † 21. März 2004 in Miami) war ein Schwimmer aus den Vereinigten Staaten. Der Spezialist im Schmetterlingsschwimmen gewann zwei Goldmedaillen bei Weltmeisterschaften und drei Goldmedaillen bei Panamerikanischen Spielen.

## Sportliche Karriere
Der 1,80 m große Matt Gribble schwamm für die Mannschaft der University of Miami und gewann zwei Titel bei den nationalen College-Meisterschaften. Gribble gehörte zum Aufgebot der Vereinigten Staaten für die Olympischen Spiele 1980, konnte aber wegen des Olympiaboykotts nicht starten.
Bei den Schwimmweltmeisterschaften 1982 in Guayaquil siegte er über 100 Meter Schmetterling vor dem Deutschen Michael Groß und dem Schweden Bengt Baron. In der 4-mal-100-Meter-Freistilstaffel half Gribble im Vorlauf bei der Qualifikation für das Finale, war aber im Endlauf nicht beim Gewinn der Goldmedaille dabei. Die 4-mal-100-Meter-Lagenstaffel mit Rick Carey, Steve Lundquist, Matt Gribble und Ambrose Gaines gewann den Titel mit zwei Sekunden Vorsprung vor der Staffel aus der Sowjetunion und fast vier Sekunden Vorsprung vor der Staffel aus der Bundesrepublik Deutschland.
Im August 1983 verbesserte Gribble den zwei Jahre alten Weltrekord über 100 Meter Schmetterling seines Landsmanns William Paulus auf 53,44 Sekunden. Dieser Weltrekord wurde zehn Monate später von Pablo Morales, ebenfalls aus den Vereinigten Staaten, unterboten. Bei den Panamerikanischen Spielen 1983 in Caracas siegte Gribble über 100 Meter Schmetterling vor Pablo Morales. Gribble siegte auch mit der 4-mal-100-Meter-Freistilstaffel und mit der 4-mal-100-Meter-Lagenstaffel.
1984 bei den Olympischen Spielen in Los Angeles schwamm Gribble im Vorlauf über 100 Meter Schmetterling die elftbeste Zeit. Zum B-Finale trat er nicht an.
Kurz vor seinem 42. Geburtstag starb Matt Gribble bei einem Autounfall.